# Sonic Drift
Sonic Drift (Japans: "ソニックドリフト) is een videospel uit de Sonic the Hedgehog-franchise. Het spel werd ontwikkeld en uitgebracht door Sega.
Het spel werd oorspronkelijk enkel uitgebracht in Japan. Pas later is het spel ook buiten Japan uitgebracht als onderdeel van de compilatiespellen Sonic Adventure DX en Sega Mega Collection Plus.

## Gameplay
Het spel is een karting-spel waarin bekende personages uit de Sonic-spellen het tegen elkaar openen in een race. Bespeelbare personages zijn Sonic the Hedgehog, Miles "Tails" Prower, Amy Rose, en Dr. Eggman.
Spelers racen met hun personage over een parcours en verzamelen onderweg ringen en power-ups.
Sonic Drift was het eerste Sonic-spel waarin Amy Rose een bespeelbaar personage is.

## Ontvangst
| Beoordeeld door          | Datum            | Score |
| ------------------------ | ---------------- | ----- |
| Jeuxvideo.com            | 2 januari 2012   | 65%   |
| SEGA-Mag (Objectif-SEGA) | 23 juni 2009     | 60%   |
| Retrogaming History      | 23 november 2009 | 50%   |